# Indri indri
O indri (Indri indri) é o maior lémur que se pode encontrar hoje em dia em Madagáscar, a ilha de onde são endémicos estes primatas. O nome Indri procede do malgaxe e significa na realidade "Olhe!", expressão que o guia nativo disse a Pierre Sonnerat, o explorador francês que o acompanhava quando se descobriu esta espécie. Tomando erradamente a expressão como sendo o nome do animal, hoje em dia continua-se a denominar assim esta espécie em todo o mundo salvo em Madagascar, onde a população o chama de Babakoto. Os habitantes locais crêem que este primata de pernas compridas, de voz característica e cauda curta deu origem aos primeiros humanos, em tempos remotos.

## Descrição
O tamanho dos adultos é similar ao de um gato doméstico, entre 60 e 90 centímetros de comprimento e um peso de 7 a 10 quilos. A cauda é vestigial e não ultrapassa os 5 centímetros. Têm membros e dedos compridos (parcialmente palmeados). Movem-se com facilidade nas árvores. O focinho é similar ao de um cão.
Trata-se de um animal diurno que vive nas florestas húmidas da zona este da ilha, onde se desloca de ramo em ramo em busca de folhas e frutos, dos quais se alimenta. Esta espécie forma pares permanentes, mas só a fêmea (é ela que dirige a família) se encarrega do cuidado das crias. Tem uma cria por parto. As fêmeas carregam a cria até que esta se possa valer por ela própria. Durante o primeiro mês carrega-a agarrada ao ventre e depois, até aos 2 anos, sobre o dorso. Alcançam a maturidade aos 7 ou 8 anos de idade.
As floresta em que habita esta espécie estão a desaparecer rapidamente, vítimas da desflorestação, dos incêndios causados por actividades agrícolas e do avanço da atividade mineradora. Em cativeiro, o indri apresenta baixas chances de sobrevivência. Esta espécie encontra-se ameaçada de extinção.